# Садыковы
Садыковы — дворянские роды, из Тверских бояр.
При подаче документов (18 марта 1686) для внесения рода в Бархатную книгу, была предоставлена родословная роспись Садыковых, царские жалованные грамоты: Василия Ивановича — Ивану Садыке Старому на волость Покровская Зубцовского уезда (1490), Ивана IV — Бреху и Ивану Константиновичам Садыковым на поворотное в Ярославле (1553) с продлением (1554—1556), им же с племянником Григорием Фёдоровичем Садыковым на поместье их братьев Фёдора, Никиты, и Василия Садыковых погибших под Казанью, в сельце Хохлово с деревнями и починками в волости Теребетово Зубцовского уезда (1553), Ивану Константиновичу Сыдыкову на полавочное в г. Кострома (1555) с продлением (1556—1557) и наказная память Бреху Константиновичу Садыкову (1556).
Другой род Садыковых восходит к половине XVII века и внесён в VI часть дворянской родословной книги Калужской губернии.
Есть ещё 6 родов Садыковых, позднейшего происхождения.
В Родословной книге из собрания князя М. А. Оболенского записано, что однородцами Садыковых являются дворянские рода: Беленицыны, Гнездовы, Зюзиных, Шетневых.

## Происхождение и история рода
Предок рода Садыковых, властодержатель града Сардинии именем Фёдор, в древнейшие времена, по случаю завоевание города болгарским царём Иоанном Асаном, переселился в Угру, а потом в Чернигов к великому князю Михаилу Всеволодовичу и пожалован боярской честью. В Золотой Орде, за не поклонение кусту и огню, принял мученическую смерть вместе с великим князем Михаилом Всеволодовичем (1240). Русской православной церковью причислен к лику Святых мучеников.
Его сын, Борис Фёдорович Половой, из Чернигова выехал в Тверь и пожалован бояриным (1320). Его сын, 1-й тысяцкий Фёдор Михайлович по прозванию Шетень, имел трёх сыновей, 2-й из коих, Григорий Садык, служил в уделе князя Андрея Ивановича и является родоначальником Садыковых.
Брех Константинович Садыков был губным старостой «у татиных и разбойных дел» в Зубцовском уезде (1571). Его потомство в конце XVIII века ещё существовало в Рязанской губернии. Московские дворяне: Богдан Семёнович (1667) и Андрей Богданович (1692).
Садыковы — обычная татарская фамилия, не позже XV века перешедшая и в русские фамилии: например, Григорий Михайлович Садык Шетнёв, вторая половина XV века, Тверь, от него — русские Садыковы. Фамилия от тюркско-араб. садык ~ садик «искренний друг».